# Grupo Soweto
Grupo Soweto oder einfach nur Soweto ist eine brasilianische Pagodeband aus São Paulo.

## Werdegang
Grupo Soweto wurde 1993 im Süden von São Paulo vom Schlagzeuger Robson Buiú und seinem Jugendfreund Belo gegründet. Die Band hieß zunächst Sob Medida und bestand außerdem aus den Musikern Criseverton, Claudinho, Digo und Marcinho. Da es bereits eine Gruppe mit diesem Namen gab, entschied man sich für Soweto, nach einem gleichnamigen Lied von Djavan. 1996 wurde das erste Album Vento dos Areais bei einem unabhängigen Plattenlabel aufgenommen. Danach unterzeichnete Soweto einen Vertrag bei EMI und produzierte mit ihnen das zweite Album Refém do Coração. Im Juli 1997, 15 Tage nach Erscheinen der Platte, wurde Robson Buiú während eines Raubüberfalls ermordet. Von Refém do Coração verkaufte Soweto 100.000 Tonträger und gewann damit die erste Goldene Schallplatte. 1999 erschien das dritte Album Farol das Estrelas. Im Jahr 2000 verließ Belo die Band, um eine Solokarriere zu beginnen. Er wurde von Enrique Bocão ersetzt. Zwischen 2003 und 2008 gab es zahlreiche Änderungen in der Besetzung der Band. Zu den größten Erfolgen der Band gehören Hits wie Mundo de Oz, Chuva de Verão, Amantes, Vento dos Areias, Batuqueira, Sob a Luz do Sol, Queria te conhecer und Dia Feliz.

## Sänger Belo
Belo (* 22. April 1974 in São Paulo), eigentlich Marcelo Pires Vieira, war von 1993 bis 2000 der Frontsänger der Grupo Soweto und prägte die Band sehr stark musikalisch. 2002 musste Belo eine Haftstrafe verbüßen, da er in Rio de Janeiro wegen Drogenhandels verhaftet wurde. Nach dem Austritt aus seiner Band Soweto verfolgte Belo eine erfolgreiche Solokarriere.

## Diskografie
- Vento dos Areais - Five Star (1996)
- Refém do Coração (1997)
- Farol das Estrelas (1999)
- Fotografia (2000)